# Ультрафиолетовый/оптический телескоп
В астрономической фотометрии Ультрафиолетовый/оптический телескоп (UVOT) в космической обсерватории Нила Герелса Свифт наблюдает за астрономическими объектами в поле зрения 17 на 17 угловых минут через один из нескольких фильтров или гризм. Семь фильтров, аналогичных фильтрам прибора XMM-Newton -OM (Optical Monitor), охватывают ближний ультрафиолетовый и оптический диапазоны. Яркость объекта, наблюдаемого в трёх оптических фильтрах, называемых u, b и v, может быть преобразована в более распространенные величины Джонсона-Моргана (см. фотометрическая система UBV). Три ультрафиолетовых фильтра исследуют область спектра, недоступную для наблюдения с Земли.
Хотя основная миссия состоит в том, чтобы преследовать гамма-всплески, как только они происходят, измеряются многие другие переходные небесные источники и другие объекты в поле зрения.
Фильтры, не похожие ни на одну другую фотометрическую систему, используемую с Земли или в космосе, дают уникальные фотометрические измерения. Их реакция была определена как фотометрическая система UVOT, как описано T. S. Poole et all.